# Эгюий-дю-Дьябль
Эгюий-дю-Дьябль (фр. Aiguilles du Diable) — группа скал в горном массиве Монблан в Альпах во Франции в департаменте Верхняя Савойя. Всего в группе выделяют 5 самостоятельных вершин, самой высокой из которых является Л’Изоле высотой 4114 метров над уровнем моря. Первое восхождение на высочайшую вершину Л’Изоле совершили Арман Шарле и Антуан Бланше 8 июля 1925 года. Все пять вершин (Л’Изоле, Пуэнт-Кармен, Пуэнт-Медьян, Пуэнт-Шобер и Корн-дю-Дьябль) входят в основной перечень вершин-четырёхтысячников Альп, составленный UIAA в 1994 году.

## Физико-географическая характеристика
Всего в группе Эгюий-дю-Дьябль выделяют 5 вершин: Л’Изоле высотой (4114 метров, высочайшая точка массива), Пуэнт-Кармен (4109 м), Пуэнт-Медьян (4097 м), Пуэнт-Шобер (4074 м) и Корн-дю-Дьябль (4064 м). Все пять четырёхтысячников массива входят в основной список горных вершин Альп выше 4000 метров, составленный UIAA в 1994 году.
Родительской вершиной по отношению к Л’Изоле является Монблан-дю-Такюль, лежащая в 300 метрах на северо-восток. Вершины соединены гребнем с нижней точкой на высоте 4078 метров. Таким образом, относительная высота высочайшей вершины Эгюий-дю-Дьябль составляет 36 метров.
| Место в списке UIAA по абсолютной высоте | Название                             | Координаты                      | Высота над уровнем моря, м | Относительная высота, м |
| ---------------------------------------- | ------------------------------------ | ------------------------------- | -------------------------- | ----------------------- |
| 46                                       | Л’Изоле (фр. L’Isolée)               | 45°51′16″ с. ш. 06°53′27″ в. д. | 4114                       | 36                      |
| 49                                       | Пуэнт-Кармен (фр. Pointe Carmen)     | 45°51′16″ с. ш. 06°53′30″ в. д. | 4109                       | 36                      |
| 54                                       | Пуэнт-Медьян (фр. Pointe Médiane)    | 45°51′16″ с. ш. 06°53′32″ в. д. | 4097                       | 40                      |
| 58                                       | Пуэнт-Шобер (фр. Pointe Chaubert)    | 45°51′16″ с. ш. 06°53′34″ в. д. | 4074                       | 57                      |
| 61                                       | Корн-дю-Дьябль (фр. Corne du Diable) | 45°51′16″ с. ш. 06°53′35″ в. д. | 4064                       | 17                      |

## История восхождений
Первой из пяти вершин была покорена Пуэнт-Кармен. Восхождение на неё было совершено в 1923 году Брего, Шевалье и Де-Лепине. Второй покорённой вершиной стала высочайшая вершина группы Л’Изоле. Первое восхождение на неё совершили Арман Шарле и Антуан Бланше 8 июля 1925 года. Позднее в этом же году Арман Шарле и Ян Шобер совершили первые восхождения на вершины Корн-дю-Дьябль и Пуэнт-Шобер. 27 июля 1926 года первое восхождение на последнюю вершину Пуэнт-Медьян совершили Антуан Бланше, Арман Шарле, Ян Шобер и Девуассуд. 
4 августа 1928 года американскими альпинистами, будущими супругами Робертом Андерхиллом и Мириам О’Брайан, которых сопровождали Арман Шарле и Жорж Каша как гиды, было совершено первое прохождение всех 5 вершин за один раз. Эти восхождения они совершили в рамках первого в истории траверса Эгюий-дю-Дьябль — Монблан-дю-Такюль.

## Маршруты восхождений
Восхождения на все 5 вершин Эгюий-дю-Дьябль обычно совершаются в рамках повторения маршрута 1928 года (траверс Эгюий-дю-Дьябль — Монблан-дю-Такюль). Маршрут полностью скальный (в летнее время) и технически сложный. Классический маршрут восхождения начинается через юго-восточный кулуар с выходом на седловину Коль-дю-Дьябль и поочерёдным прохождением всех вершин, начиная с самой низкой: Корн-дю-Дьябль, Пуэнт-Шобер, Пуэнт-Медьян, Пуэнт-Кармен и Л’Изоле. После Л’Изоле маршрут выводит на гребень, ведущий к вершине Монблан-дю-Такюль. Спуск, как правило, происходит по северной стороне Монблан-дю-Такюля.